# (3889) Menshikov
(3889) Menshikov (1972 RT3) – planetoida z pasa głównego asteroid okrążająca Słońce w ciągu 4,38 lat w średniej odległości 2,68 j.a. Odkryła ją Ludmiła Żurawlowa 6 września 1972 roku.